# Mokkan

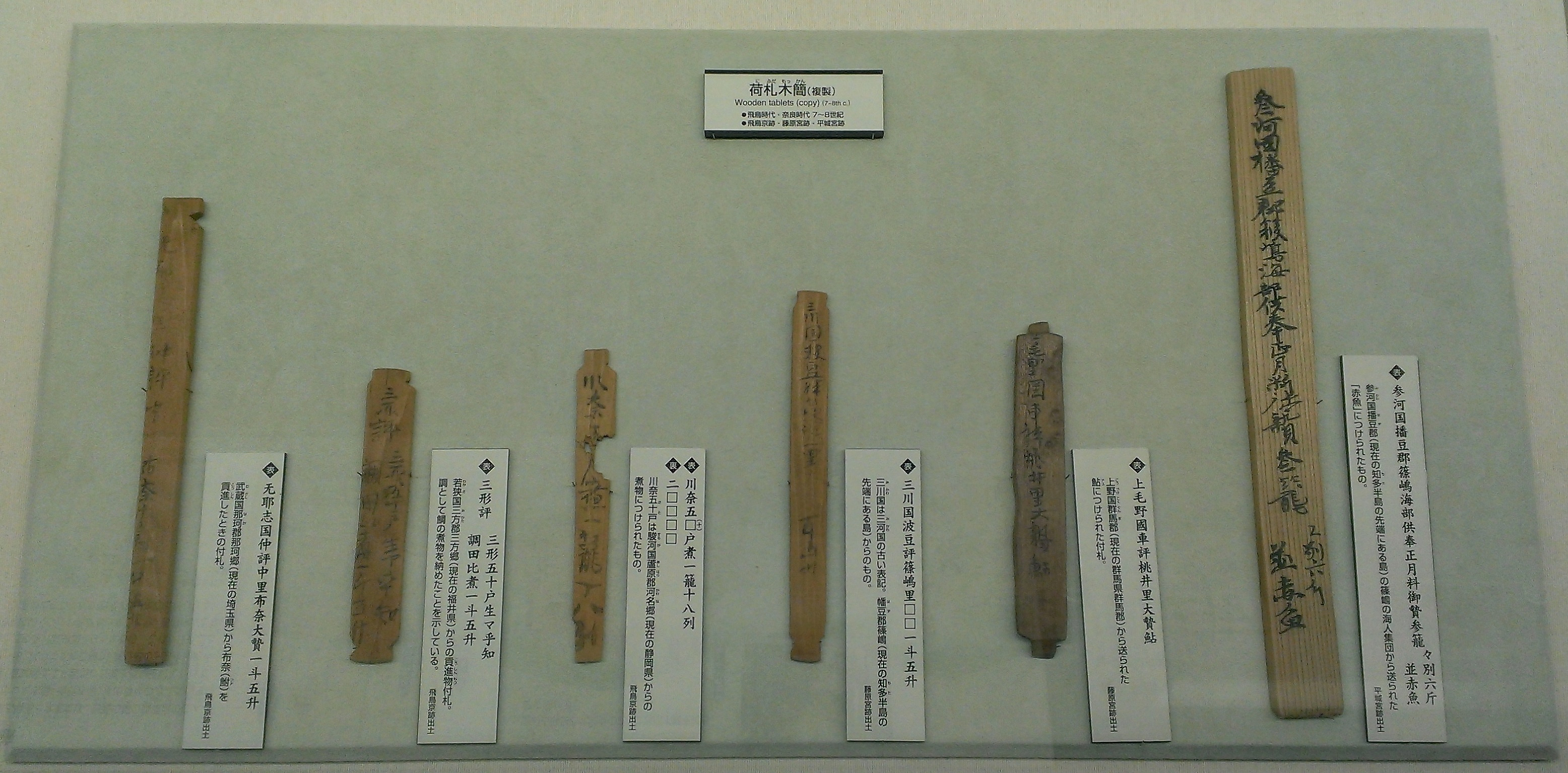
Mokkan-másolatok egy múzeumban

A mokkan (木簡) kis méretű fapálcika, melyre üzeneteket, rövid feljegyzéseket írtak, főképp a 7. és 8. századi Japán területén, de még a Tokugava-sógunátus idején (1603-1868) is használták. Szállítmányozási cédulaként is használták őket. Informálisnak számítottak, így kiegészítik a hivatalos, papír alapú dokumentumokat. Egész Japánban találtak ilyen pálcikákat, azonban a legtöbb Nara és Fudzsivara területén került elő ásatások során.

## Felfedezése
1928-ban találták meg az első mokkant Mie prefektúrában. Az 1960-as évektől kezdve, különösen az 1980-as és az 1990-es évek építkezései során fedezték fel a legtöbbet.
1988-ban mintegy 50 000 darab, 8. századi fapálca került elő egy bevásárlóközpont építése előtt végzett ásatás során. A területről kiderült, hogy egykor a narai Nagaja herceg rezidenciája volt. Az itt talált fapálcák  hozzájárultak ahhoz, hogy a történészek jobban megértsék ezt a kort.
2010-ig több mint 150 000 mokkant találtak. Három Manjósú töredéket is feltártak, amelyeket mokkanra jegyeztek fel.

## Nyelvezete és jellemzői
Sok fapálca ójapán nyelven íródott kínai írásjegyekkel, de japán nyelvtannal; néhány pedig klasszikus kínai nyelven. Mindez jól mutatja, hogy a 7. század végén már elterjedt volt az írástudás. A szövegek jobbára rövidek, és informálisabbak, mint az ójapán korpuszt alkotó költemények és liturgiák.
Gyakran bambuszból készültek, alakjuk és méretük is eltérő. Általában 10-25 centiméter hosszúak és 2-3 centiméter szélesek. Vannak teljesen téglalap alakúak, de léteznek hegyesre faragott változatok és a tetejükön bemetszettek is. Gyakorlatias, hétköznapi felhasználásra tervezték őket, a papírral ellentétben újrafelhasználhatók voltak, mivel a tintával írt szöveget le lehetett gyalulni. Mindkét oldalát használták feljegyzésre. Palotákban is használták, az emberek és az áruk irányítását segítették velük. Ezen felül a mokkanokat a tisztviselők arra használták, hogy az építőanyagokkal és az építkezésekkel kapcsolatos nyilvántartásokat vezessenek rajtuk. 
Találtak olyan mokkanokat is, amelyeken mangához hasonló skiccek szerepelnek, vagy amelyeken kalligráfiát gyakoroltak. Festők is használták tájképek gyakorlásához.
Bár túlnyomó többségben Japánban fedeztek fel ilyen fapálcákat, Kínában és Koreában is kerültek elő hasonlók.